# 川真田哲哉
川真田 哲哉（かわまた てつや、1947年（昭和22年）9月18日 - 2019年（令和元年）9月10日）は、日本の政治家。位階は従四位。吉野川市長（4期）、徳島県議会議員（5期、自由民主党）。

## 経歴
徳島県麻植郡鴨島町（現・吉野川市）出身。吉野川市立鴨島小学校、吉野川市立鴨島第一中学校、徳島県立川島高等学校卒業。
1968年4月、農林水産省中四国農政局農地開発機械公団（麻植開拓パイロット事業所）に勤務。その後、1971年に四国開発株式会社へ入社し、1981年には同社の代表取締役に就任。
1989年9月、徳島県議会議員に初当選。自民党の会派に所属した。1999年から2003年まで徳島県議会議長を務め、その間、徳島県議会交友会初代会長、徳島県監査委員、少子高齢化対策特別委員会委員長、議会運営委員会副委員長、総務常任委員会委員、総合交通対策特別委員会委員などを務めた。
5期目の2004年（平成16年）に辞職。同年10月1日、鴨島町、川島町、山川町、美郷村が合併し吉野川市が誕生。これに伴って11月に行われた市長選挙で無投票で当選、初代市長となる。
2008年（平成20年）6月9日の市議会平成20年6月定例会第2日目で、10月19日告示、10月26日投開票の市長選に2選を目指して出馬する考えを明らかにした。2008年（平成20年）、2期目の当選。
2012年（平成24年）6月11日の市議会平成24年6月定例会第2日目で、10月21日告示、10月28日投開票の市長選に3選を目指して出馬する考えを明らかにした。2012年（平成24年）、無投票で3期目の当選。
2016年（平成28年）6月13日の市議会平成28年6月定例会第2日目で、10月9日告示、10月16日投開票の市長選に4選を目指して出馬する考えを明らかにした。結果、無投票で4期目の当選。
2019年（令和元年）9月9日午後に不調を訴え、市内の病院に入院。翌10日、腸閉塞のため死去。71歳没。死没日をもって従四位叙位、旭日中綬章追贈。